# زلزال بابوا 2009
زلزال بابوا 2009 هو زلزالٌ وقعَ في بابوا في إندونيسيا بتاريخ 3 يناير 2009.